# 义勇街 (洛阳市)
义勇街位于洛阳老城区，南北走向，长约800米，宽约5米，属于洛阳的老街区。

## 历史
义勇街原来没有道路，只有一片松散的贫民区和一座供着三国名将关羽的小庙，当时称其为大关庙。民国初年，由于战乱，很多人逃荒至此并在此定居，随着人口的增加，为了方便，人们将这片地方称为大关庙门儿。1920年吴佩孚进驻洛阳后在庙内添加了岳飞的塑像，大关庙也改称为关岳庙。1927年冯玉祥到洛阳后，根据关羽的封号“义勇武王侯”，将这里命名为“义勇街”并沿用至今。
义勇街原来只是由于房屋的分布而形成的一条土路，1956年洛阳地委专员公署迁至关岳庙办公，街道改建为炉渣路，1988年根据政府规划，又扩建为水泥路至今。
现在的义勇街主要以旅游业、小商品业为主，街道两边多为门面房，而原先的关岳庙因为时代的变迁早已不复存在。